# Ahaggar
Il massiccio dell'Ahaggar è un complesso montuoso, in Nord Africa, nel cuore del deserto del Sahara, nel sud dell'Algeria. Prende il nome dalla popolazione che tradizionalmente vi abita, i tuareg Kel Ahaggar.
L'Ahaggar sorge immediatamente ad ovest di Tamanrasset. L'intera regione ha un'altitudine media superiore ai 900 metri sul livello del mare e la cima più alta è il monte Tahat, al centro dell'Atakor. Esso culmina a 2918 metri di altitudine ed è la vetta più alta dell'Algeria.

## Descrizione
L'Ahaggar è fondamentalmente costituito da rocce vulcaniche e la sua età è geologicamente recente, di circa 2 milioni di anni. Il clima d'estate è molto caldo, mentre durante l'inverno di notte può gelare. Le piogge sono limitate e sporadiche, dovute per lo più alla penetrazione nel cuore del deserto di correnti settentrionali, rese umide dal passaggio sul mar Mediterraneo, o nordoccidentali, contenenti ancora una parte dell'umidità raccolta transitando sull'Oceano Atlantico. 
Ciononostante, questa regione ha un clima indubbiamente meno estremo del resto del Sahara, il che l'ha resa un importante rifugio per alcune specie animali e vegetali. Da un punto di vista ecologico, l'Ahaggar può essere considerato diverso dal resto del Sahara.
Il territorio intorno al massiccio dell'Ahaggar è anche la sede storica della tribù tuareg dei Kel Ahaggar. Non lontano dalla cittadina di Tamanrasset, nell'oasi di Abalessa, si può ancor oggi osservare un grosso monumento megalitico detto la "tomba di Tin Hinan", la mitica progenitrice delle tribù nobili dell'Ahaggar. Secondo la leggenda essa sarebbe giunta in questi luoghi provenendo dalla regione marocchina del Tafilalet.
Un'altra località conosciuta è l'Assekrem, a un'ottantina di chilometri in linea d'aria da Tamanrasset, oggi facilmente accessibile con una pista. Qui aveva posto il suo eremitaggio il beato Charles de Foucauld, che visse nell'Ahaggar quasi senza interruzione dal 1905 fino alla morte (avvenuta nel 1916).

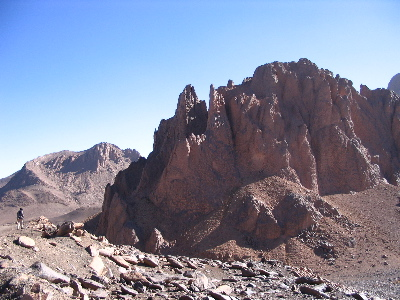
Rilievo montuoso
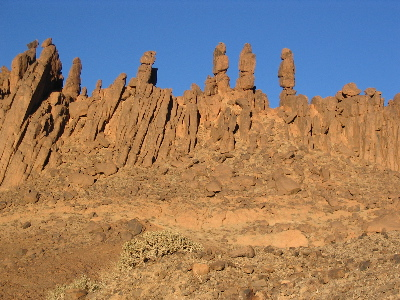
Formazioni rocciose a torre
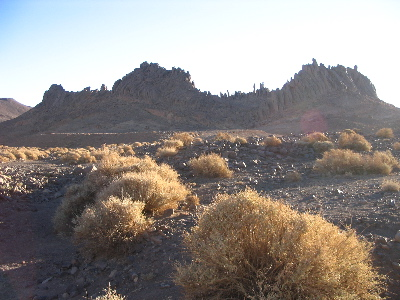
Rilievo montuoso
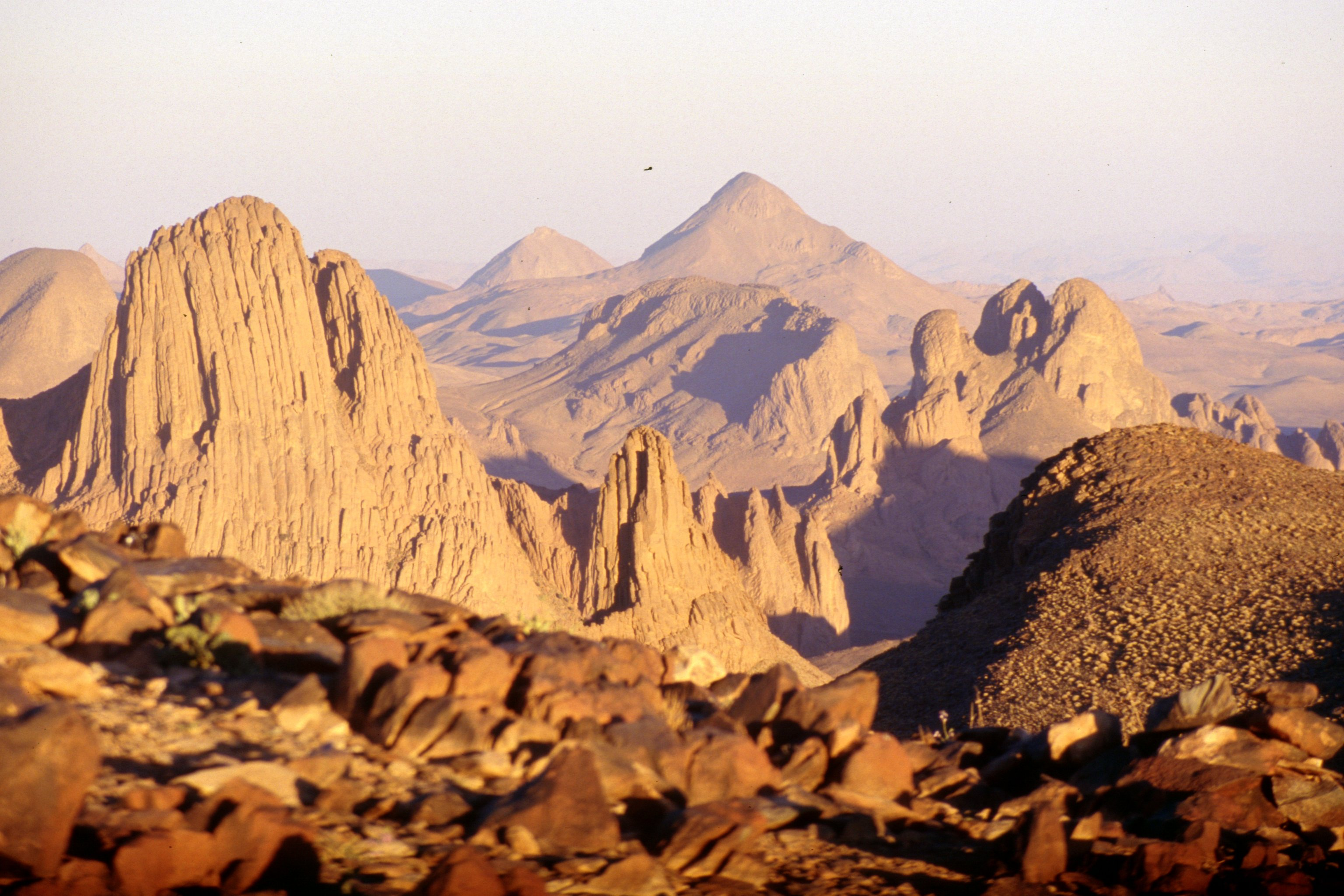
Panoramica del massiccio nella zona dell'Asskrem
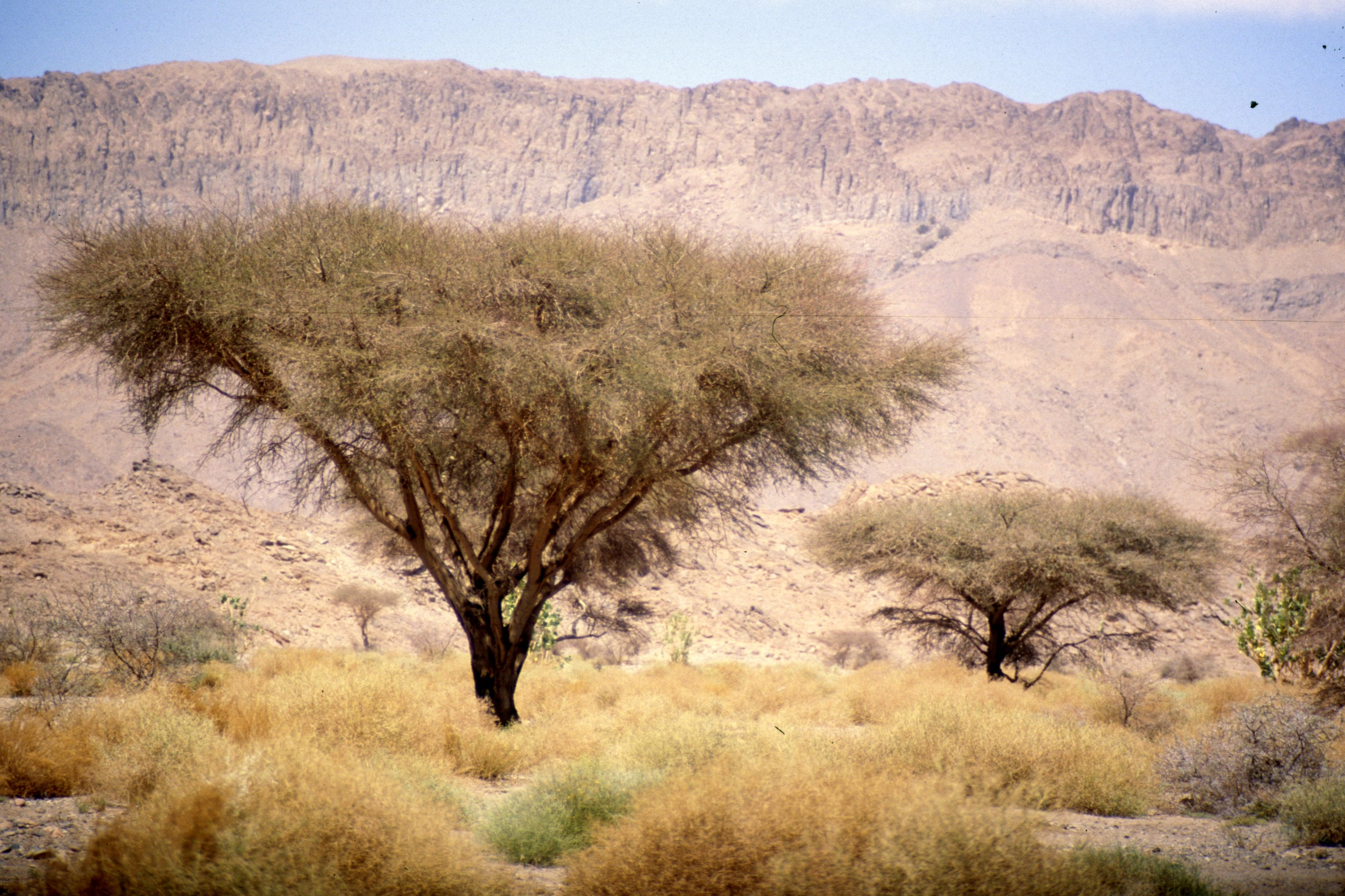
Vegetazione nell'area del massiccio
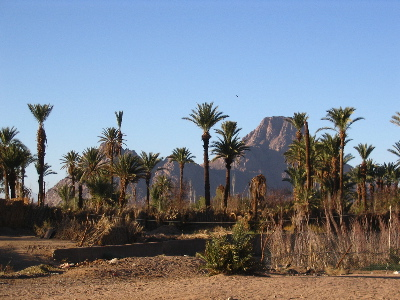
Palme nell'area del massiccio
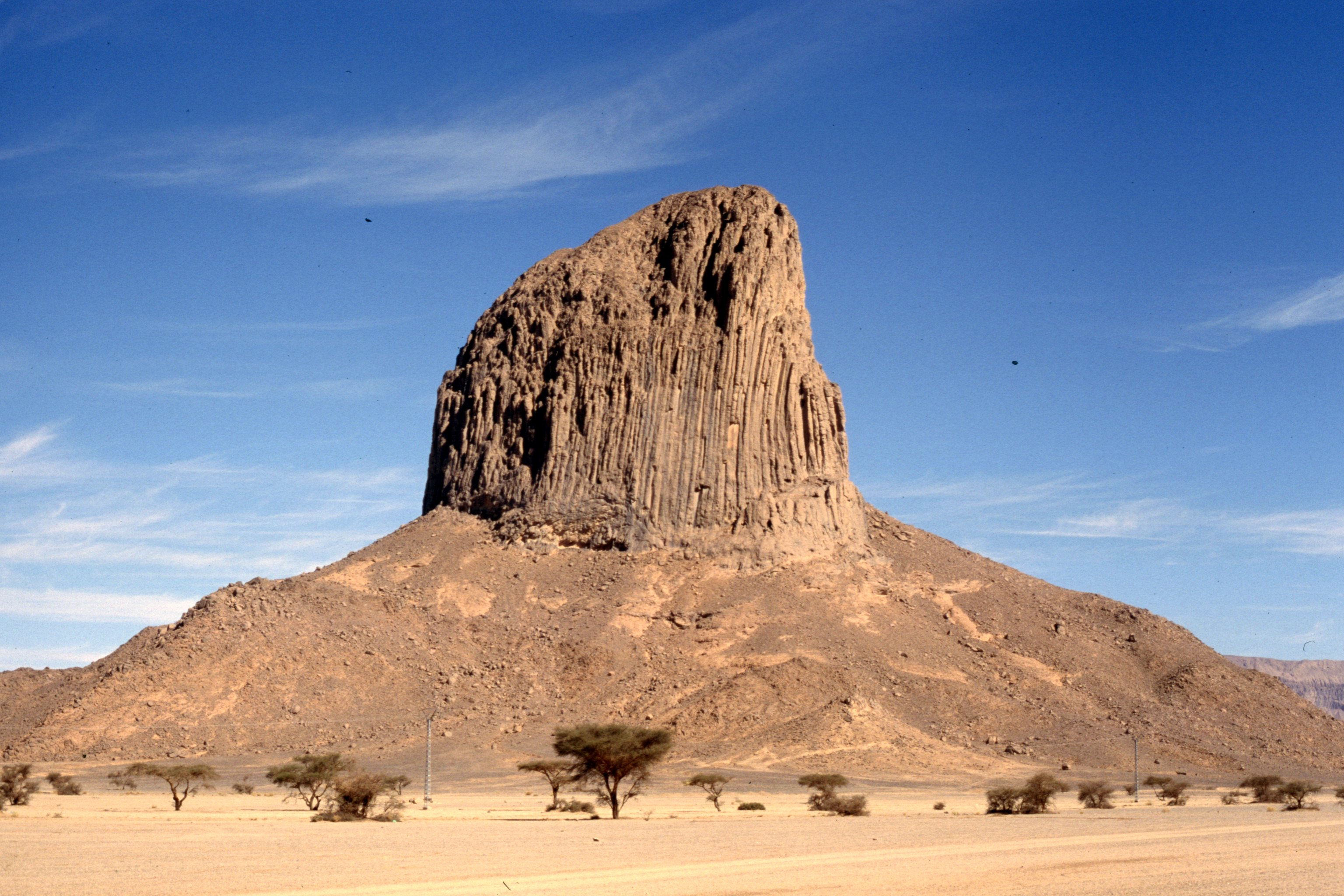
Neck vulcanico di basalto colonnare lungo la pista verso l'Asskrem
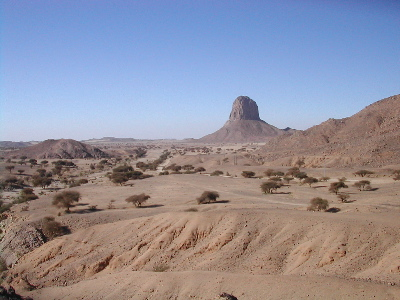
Ripresa panoramica con l'Asskrem sullo sfondo

## Bibliografia

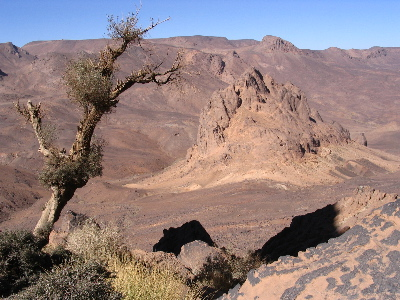
Altra panoramica del massiccio